# Marcelle Cahn
Pour les articles homonymes, voir Cahn.
Marcelle Cahn est une artiste peintre française née le 1er mars 1895 à Strasbourg et morte le 20 septembre 1981 à Neuilly-sur-Seine.

## Biographie[3]
Marcelle Cahn voit le jour à Strasbourg le 1er mars 1895, à l'époque du Reichsland Elsass-Lothringen (Alsace-Lorraine), au 5 rue de la Mésange à Strasbourg, dans une famille juive alsacienne de souche française, les Cahn-Debré.

« Mon père était dans les affaires, mais il s'intéressait énormément à l'astronomie… Ma mère descendait de la famille des Ratisbonne, des banquiers strasbourgeois convertis au catholicisme à la suite de visions et fondateurs de la Congrégation de Notre-Dame de Sion. »

Enfance et jeunesse studieuse, Marcelle Cahn apprend à dessiner, à peindre, à jouer du violon et du piano. Grâce à sa mère, pianiste et mélomane, elle découvre, très jeune, la musique contemporaine dont celle d’Arnold Schönberg.
Marcelle Cahn fréquente la « Höhere Mädchenschule » : l’École Supérieure de Jeunes Filles de Strasbourg, actuellement lycée international des Pontonniers. Elle envisage un temps de devenir actrice, prend quelques cours particuliers puis commence des études littéraires et philosophiques à l’université de Strasbourg.
À 19 ans, en 1914, Marcelle Cahn rencontre Simon Lévy, jeune peintre alsacien qui lui fait découvrir Vincent van Gogh et Paul Cézanne. Elle s’empresse d’acquérir des livres sur ces peintres.
La période de 1914 à 1918 est marquée par un séjour à Berlin où son frère Roger effectue son service militaire. Sa mère et son cousin l’accompagnent. Marcelle Cahn en profite pour fréquenter la Lewin-Funke-Kunstschule à Charlottenburg où enseignent Eugene Spiro (portraits) et  Lovis Corinth (nus). Dans cette ville, Marcelle Cahn découvre avec intérêt les artistes expressionnistes du Sturm.
En 1920 Marcelle Cahn séjourne à Paris et  en profite pour voir et revoir les œuvres de Cézanne qui représentent pour elle le sommet de la peinture moderne. Elle fréquente aussi l'atelier d'Arraujo  où elle dessine, peint et expérimente des dessins aux formes géométriques. Enfin, elle passe deux mois à l’Académie Ranson puis revient à Strasbourg pour continuer de manière autonome ses propres recherches.
En 1923, elle part à Zurich afin de suivre des cours de philosophie ; ceux, notamment, de Hans Lipps, spécialiste de Kant. Edvard Munch qui réside dans le même hôtel que Marcelle Cahn ne saura jamais qu’elle est peintre.
De retour à Paris, Marcelle Cahn se rend à l'Académie Moderne où enseigne Othon Friesz qui est chargé de corriger les œuvres des élèves. Friesz autorise toutefois Marcelle Cahn à poursuivre ses propres recherches sans les corriger. Après ce séjour à l’Académie Moderne, Marcelle Cahn retourne à Strasbourg en 1924.
En 1925, de retour à Paris, Marcelle Cahn fréquente  l'Académie de la Grande Chaumière et s’exerce aux  nus, natures mortes, dessins et peintures cubistes.
Le galeriste Léonce Rosenberg s’intéresse à ses travaux et la met en rapport avec Fernand Léger de l'Académie Moderne et avec Amédée Ozenfant. Marcelle Cahn fréquente aussi des peintres :Willi Baumeister, Léopold Survage, Tutundjian, Ossip Zadkine, Suzanne Valadon, Louise Hervieu, Michel Larionov, Natalia Gontcharova.  
En 1926, Marcelle Cahn participe à l’exposition de la Société Anonyme au Brooklyn Museum de New York 
«…C’était une exposition fondamentale, la première exposition internationale des tendances actuelles de l’époque…»
Elle expose aussi, à partir de 1926 et jusqu’en 1929 au Salon des indépendants.
En 1929, Michel Seuphor invite Marcelle Cahn dans le groupe Cercle et Carré. Elle expose et fait la connaissance de Hans Arp, Sophie Taeuber-Arp, Piet Mondrian, Vassily Kandinsky, Georges Vantongerloo, Jean Gorin, Joaquín Torres García, etc.
Dans les années 1930, Marcelle Cahn se retire de la scène artistique publique. Elle dessine et peint à Strasbourg. Pendant ses courts séjours à Paris en 1932 et en 1934, elle ne renoue pas avec les artistes qu’elle connaissait.
De 1939 à 1945, elle se retire, avec sa mère, à Blois puis à Toulouse. Elle suit des cours de philosophie, des cours de l'abbé Breuil, des conférences du Père Nicolas sur l’unité chrétienne. Marcelle Cahn aurait participé à une exposition de peintres régionalistes à Toulouse. Sa mère meurt le 19 décembre 1945 à Toulouse. Elle en est très affectée.
À partir de 1947, Marcelle Cahn retrouve Paris et ses anciennes connaissances. Elle ne cesse de créer, d'expérimenter, animée d'un esprit novateur sous-tendu par une vie intérieure riche et discrète.
Elle habite une chambre, 63 rue Daguerre. Comme Gottfried Honegger, graphiste et constructiviste habite la même rue, ils échangent souvent à propos de leurs créations respectives.
« … À la fin de la guerre, je suis rentrée à Paris où j’ai repris mon travail. J’ai à nouveau exposé. J’allais aux réunions du Cercle Paul Valéry, je suivais les expositions… Le premier endroit où j’ai exposé à nouveau c’est le Salon des Réalités Nouvelles, en 1948. Mes tableaux participaient d’une espèce de réalité imaginée. Ce qui m’intéressait beaucoup, c’était la couleur. Je cherchais en quelque sorte à me libérer de la droite. J’ai fait des incursions dans un domaine qui n’était pas le mien… »
Successivement les créations de Marcelle Cahn deviennent des dessins géométriques linéaires, des collages, des tableaux-reliefs, des tableaux linéaires, des collages sur photos, des tableaux-sphères, des spatiaux et jusqu’à la fin de sa vie des collages de plus en plus petits.
« … j’ai fait aussi des petits dessins abstraits lyriques. Quand je faisais mes peintures linéaires, le travail était très dur et j’avais besoin d’une détente : c’est comme cela qu’ils sont venus… »
Marcelle Cahn s'éteint à l'âge de 86 ans, le 21 septembre 1981, à la Fondation Galignani de Neuilly-sur-Seine.

## Expositions et musées
Marcelle Cahn a exposé notamment dans les galeries parisiennes de Colette Allendy, Simone Heller, Suzanne Michel, Denise René.
Elle a, dès 1926, exposé au Salon des Artistes Indépendants et, dès 1948, au Salon des réalités nouvelles. Elle a aussi participé à de nombreuses expositions collectives en Allemagne, en Belgique, aux États-Unis, en Italie, en Suisse.
Elle a fait l’objet dans les années 1972-1974 d’une exposition itinérante organisée par le Centre national d'art contemporain.
L’œuvre de Marcelle Cahn est souvent hôte des réserves de musées. Elle circule peu. Toutefois, en France, les musées suivants sont détenteurs de certaines de ses œuvres :
Musée de Cambrai, Musée d'art et d'histoire de Cholet, Musée Unterlinden de Colmar, Musée des beaux-arts de Dijon, Musée de Grenoble, Palais des beaux-arts de Lille, Musée des Ursulines de Mâcon, l'Espace de l'Art Concret à Mouans-Sartoux, Musée d'art moderne de la ville de Paris, Musée d'art moderne du Centre Georges-Pompidou de Paris, Musée Tavet-Delacour de Pontoise, Musée de l'Abbaye Sainte-Croix aux Sables d'Olonne, Musée d'art moderne et contemporain de Saint-Étienne, Musée d'art moderne et contemporain de Strasbourg.
Marcelle Cahn a fait don au Musée d'art moderne et contemporain de Strasbourg d'un fonds d'archives privées (correspondances, livres et œuvres, en particulier environ 200 collages). 
- 2022-2023 : exposition Marcelle Cahn. En quête d'espace L'exposition Marcelle Cahn. En quête d'espace est coproduite par le Musée d’Art moderne et contemporain de Strasbourg MAMCS et le Musée d'art moderne et contemporain de Saint-Étienne Métropole. Elle est présentée à Strasbourg du 29 avril au 31 juillet 2022, à Saint-Étienne du 15 octobre 2022 au 5 mars 2023 et au Musée des Beaux-Arts de Rennes à l’été 2023. Le format de l'exposition varie à chaque étape en fonction du site d'exposition.

## Expositions collectives
- 1949, Galerie Breteau, Paris avec Henri Valensi, Irène Reymond  et Étienne Béothy
- 1953, Galerie Suzanne Michel, Paris avec Michel Leroy, Henri Olive-Tamari, Robert Fontené, Mary Webb, Lempereur Haut, Gilbert Besançon[6]
- 1954, Galerie Suzanne Michel, Paris avec Mary Webb, Gilbert Besançon, Henri-Jean Closon, Lempereur Haut, Olive Tamari, Albert Vanber, poèmes de René Massat avec des gravures de Pierre Courtin[7],[8]

## Mémoire
À Strasbourg, un groupe scolaire du quartier des Poteries porte son nom.

#### Catalogue et thèse
- Cahn Marcelle, Archives de l’Art Contemporain, no 21, 1972.

Catalogue édité à l’occasion de l’exposition itinérante des œuvres de Marcelle Cahn organisée par le Centre National d’Art Contemporain. Il contient l'autobiographie de Marcelle Cahn, composée à partir des entretiens qu'elle a eus avec Daniel Abadie. Ces entretiens, enregistrés sur bandes magnétiques (230 minutes), sont conservés au Musée d'Art Moderne du Centre Georges-Pompidou de Paris. 
- Cordonnier-Kraft Mireille, Marcelle Cahn (1895-1981). Sa vie. Son œuvre. Catalogue raisonné. Vol 1, 576 pages. Vol 2, 359 pages. Strasbourg, thèse de doctorat de l’université Marc-Bloch, 1995.
- Pierre Guénégan, préface de Susan L. Ball, Le Purisme & son influence internationale - annuaire de 50 artistes emblématiques, 335 pages illustrées, Editions Lanwell & Leeds Ltd, St Alban, Hertfordshire, England, 2019,  (ISBN 978-2-9700494-8-7)

Il est possible de consulter cette thèse à la Bibliothèque des Arts au Palais universitaire de Strasbourg.

#### Dictionnaires
- Encyclopaedia Judaica, Jérusalem, Keter publishing house, 1972, Cahn Marcelle, vol. 5, p. 19.
- Krieg Georgette, Marcelle Cahn in Nouveau dictionnaire de biographie alsacienne, vol. 6, p. 441.
- Pagès Anne, Cahn Marcelle, dans Emmanuel Bénézit, Dictionnaire critique et documentaire des peintres, sculpteurs, dessinateurs et graveurs, Paris, Gründ, 1999, vol.3, p. 100.

#### Ouvrages
- Arp Hans / Cahn Marcelle, Blatt um Feder um Blatt 1951/1952. Zürich, Herausgegeben von Sybil Albers, 1976.

Six dessins géométriques de Marcelle Cahn illustrent ces poèmes.
- Cercle des Amis de Marcelle Cahn, Rencontres avec Marcelle Cahn. Strasbourg, Cercle des Amis de Marcelle Cahn, 2013.
- Montreynaud Florence, Le XXe siècle des femmes, Le Carnet 1981 : Marcelle Cahn, p. 649. Paris, Nathan, 1989.
- Rieger Théodore, Destins de femmes : 100 portraits d’Alsaciennes célèbres. Le Verger Éditeur, Strasbourg 1996.
- Syring Marie Luise, Marcelle Cahn : Vom Purismus zur puristischen Abstraktion. Zürich, Galerie Schlégl, 1983.

Cette monographie, la toute première, est aussi parue en français (traduction d’Inge Hanneforth) dans le catalogue que la Galerie Lahumière a édité pour l’exposition-vente consacrée à Marcelle Cahn en 1997.
- Syring Marie Luise, Marcelle Cahn : die Melancholie der Maschinen und der Städte, p. 32 à 39.  Frankfurt, Schirn Kunsthalle, 2015.
- Vergine Lea, L’autre moitié de l’avant-garde 1910-1940, Marcelle Cahn, p. 164-171. Paris, Édition Des Femmes, 1982.

#### Périodiques
- Cahn Marcelle, Petites raisons pour une grande vie in Revue Alsacienne de Littérature, no 54, 2e trimestre 1996, p. 6 - 11.

Ces poèmes de Marcelle Cahn sont accompagnés d’un photocollage et d’un portrait au crayon de Marguerite, sa bonne tant aimée.
- Cordonnier-Kraft Mireille, Marcelle Cahn.  Un hommage, moyen de re-connaissance in Revue Alsacienne de Littérature, no 54, 2e trimestre 1996, p. 12-16.
- Roditi Édouard, Marcelle Cahn à la galerie Simone Heller, L’Arche, no 39, 1960.
- Roditi Édouard, Marcelle Cahn, L’Arche, no 58, 1961.

### Filmographie
- Pierre Gisling et Marcelle Cahn, « Les clés du regard », 41 min, sur RTS.ch, Genève, Télévision suisse romande, 1976